# Élections législatives koweïtiennes de février 2012
Les élections législatives koweïtiennes de février 2012 se sont déroulées le 2 février 2012. Il s'agissait d’élire les nouveaux membres de leur Parlement. Ces élections législatives anticipées ont été organisées à la suite de la dissolution du Parlement (élu en mai 2009) le 6 décembre 2011, une semaine après la démission du Premier ministre Cheikh Nasser Mohammed al-Ahmad al-Sabah, neveu de l’émir du Koweït Cheikh Sabah al-Ahmad al-Jaber al-Sabah.

## Déroulement des élections
Depuis 2001, le pays était paralysé par une crise politique marquée par des affrontements réguliers entre les pouvoirs exécutifs et législatifs. Sous le mandat de Cheikh Nasser (qui a régné de février 2006 à novembre 2011), six gouvernements se sont succédé et le parlement a été dissous trois fois. De plus, l’administration koweïtienne fut de plus en plus discréditée par la multiplication des scandales politiques et de la corruption.
Face à cette instabilité politique, les forces d’opposition, regroupant des islamistes, des nationalistes et des indépendants (les partis politiques sont interdis au Koweït), ainsi qu’une partie de la jeunesse koweïtienne se sont mobilisés vers mars 2011. Des milliers de manifestants se sont retrouvés ainsi tous les vendredis dans la rue afin de réclamer des réformes. Contrairement à certains pays secoués par le printemps arabe, les Koweïtiens n'ont pas exigés le départ du souverain et n'ont pas remis en cause la légitimité de la famille princière. La colère du peuple s'est plutôt cristallisée autour de la figure du Premier ministre Cheikh Nasser. La formation d’un nouveau gouvernement, la convocation d’élections législatives anticipées et plus d’ouverture politique sont revendiqués par les manifestants. La dissolution du Parlement et la tenue des élections anticipées du 2 février représentaient donc déjà une victoire certaine de l’opposition et de la rue sur le gouvernement koweïtien.

## Résultats
Le résultat des élections, annoncé officiellement le 3 février, sanctionne largement, sans surprise, la politique gouvernementale en offrant la majorité à l’opposition qui remporte 34 des 50 sièges à pourvoir (le Parlement koweïtien est constitué de 50 membres élus au suffrage universel direct depuis 1962) alors qu’elle n’en disposait que de 20 jusqu’à présent. 24 de ces 34 sièges reviennent dorénavant à des tendances islamistes sunnites (Frères musulmans et salafistes) contre 9 seulement dans le Parlement sortant, alors que les libéraux ne détiennent plus que 2 sièges au lieu de 5. La population chiite du pays (environ 30 %) voit par ailleurs sa représentativité diminuer en obtenant 7 députés contre 9 dans la Chambre sortante. Les femmes sont également perdantes dans ce nouveau suffrage. En effet, aucune parmi les 23 femmes présentes dans la campagne n’a été élue alors que les élections de mai 2009 avaient été marquées par la victoire des quatre premières femmes à la fonction de député.
En juin, la cour constitutionnelle annule les résultats de l'élection, statuant que leur tenue n'avait pas été conforme à la constitution. De nouvelles élections ont lieu en décembre.